# 西田太一郎
西田 太一郎（にしだ たいちろう、1910年（明治43年） - 1982年（昭和57年）2月3日）は、日本の中国哲学者、法制史家。法学博士。京都大学名誉教授。第三高等学校、京都外国語大学教授。角川書店『新字源』編者の一人。

## 経歴
1910年、大阪府大阪市生まれ。1935年（昭和10年）、京都帝国大学文学部哲学科を卒業。大学では中国社会思想史および中国法制史を専攻した。
大学卒業後は、第三高等学校、京都大学に勤務。1962年（昭和37年）に「中国刑法史研究」を京都大学に提出して法学博士号を取得。1974年に定年退官し、名誉教授となった。その後も京都外国語大学教授として教鞭をとった。

## 業績
中国思想史、中国法制史を専攻、『世界古典文学全集』『日本思想大系』等の訳注を担当した。
漢文教育者としても活躍し、高校漢文教科書、漢和辞典の編纂などを行った。その成果として『漢文法要説』、『漢文入門』（小川環樹と共著）、『漢文の語法』、『新字源』（共編著）がある。

## 著作

### 単著
- 『漢文法要説』（東門書房、1948年／改訂版 朋友書店、1997年）
- 『中国刑法史研究』（岩波書店、1974年）
- 『漢文の語法』（角川書店〈角川小辞典〉、1980年）
  - 『漢文の語法』（角川ソフィア文庫、2023年）。齋藤希史、田口一郎校訂

### 共編著
- 小川環樹と共著『漢文入門』（岩波書店〈岩波全書〉、1957年）、のち新版
- 責任編集『日本の思想 第17巻　藤原惺窩・中江藤樹・熊沢蕃山・山崎闇斎・山鹿素行・山県大弐集』（筑摩書房、1970年）
- 小川環樹・赤塚忠と共編『新字源』（角川書店、1973年）、のち新版多数

### 校註・訳註
- 袁采『袁氏世範』（創元社〈創元支那叢書〉、1941年）
- 黄宗羲『明夷待訪録 中国近代思想の萌芽』（平凡社東洋文庫、1964年）
- 管仲「管子」『世界古典文学全集19 諸子百家』（筑摩書房、1965年）
- 荻生徂徠「弁道」「弁名」「学則」『日本思想大系36 荻生徂徠』（校注、岩波書店、1973年）
- 荻生徂徠「蘐園随筆」『荻生徂徠全集 第17巻』（編者代表、みすず書房、1976年）
- 吉田松陰『日本思想大系54 吉田松陰』（共著、岩波書店、1978年）